# Ozarba damarensis
Ozarba damarensis är en fjärilsart som beskrevs av Emilio Berio 1940. Ozarba damarensis ingår i släktet Ozarba och familjen nattflyn. Inga underarter finns listade i Catalogue of Life.